# أيلين تان
أيلين تان هي ممثلة سنغافورية، ولدت في 18 أكتوبر 1966 في سنغافورة.

## وصلات خارجية
- أيلين تان على موقع IMDb (الإنجليزية)
- أيلين تان على موقع قاعدة بيانات الفيلم (الإنجليزية)